# Drimia sudanica
Drimia sudanica là một loài thực vật có hoa trong họ Măng tây. Loài này được Friis & Vollesen mô tả khoa học đầu tiên năm 1999.